# 1865 v športu
1865 v športu.

## Bejzbol
- Klub Atlantic iz Brooklynu postane prvak z osemnajstimi zmagami in enim neodločenim rezultatom
- Članstvo v NABBP ostane na nizki ravni, toda poveča se število gostovanj in tekem klubov

## Golf
- Odprto prvenstvo Anglije - zmagovalec Andrew Strath

## Nogomet
- Ustanovljen Nottingham Forest F.C.

## Veslanje
- Regata Oxford-Cambridge - zmagovalec Oxford